# 아이린 게츠
아이린 게츠(Ileen Getz, 1961년 8월 7일 ~ 2005년 8월 4일)는 미국의 텔레비전 배우, 영화배우, 연극 배우이다.
뉴욕에서 사망하였다. 사인은 암이다.

## 영화
- 이스트 브로드웨이 (2006년)
- 돈 많은 친구들 (2006년)
- 홀 인 원 (2004년)
- 퀸즈 슈프림 (2003년)
- 스테이션 에이전트 (2003년)
- 체인징 레인스 (2002년) - 엘렌 역
- 러브리 & 어메이징 (2001년)
- 솔로몬 가족은 외계인 (1996년)
- 법과 질서 (1990년)